# Якушев (село)
Якушев (укр. Якушів) — село в Забродовской сельской общине Ковельского района Волынской области Украины.
До 2020 года входило в Ратновский район.
Код КОАТУУ — 0724283403. Население по переписи 2001 года составляет 531 человек. Почтовый индекс — 44162. Телефонный код — 3366. Занимает площадь 1,65 км².